# Theta1 Orionis C
Theta1 Orionis C (θ1 Orionis C) es una estrella binaria que forma parte del cúmulo del Trapecio dentro de la nebulosa de Orión. Se trata de una estrella de secuencia principal de tipo O (C1) junto con otra estrella de secuencia principal de tipo B (C2). Es la más masiva de las cuatro brillantes del centro del cúmulo, y su alta luminosidad y gran distancia (unos 1500 años luz) le dan una magnitud aparente de 5,1.
El sistema estelar Theta1 Orionis se compone de múltiples componentes, principalmente de las cuatro estrellas del Cúmulo del Trapecio, aproximadamente a un minuto de arco la una de la otra. Theta2 Orionis es una agrupación más distante de tres estrellas principales más otras más débiles, a 1-2 minutos de arco de Theta1 Orionis.
Theta1 Orionis C es un sistema de dos estrellas masivas, C1 y C2, más una estrella muy cercana y débil que aparentemente escapa del sistema. 
Theta1 Orionis C1 es responsable de generar la mayor parte de la luz ultravioleta que lentamente ioniza (y tal vez fotoevapora) la nebulosa de Orión. Esta luz ultravioleta es también la causa principal del resplandor que ilumina la nebulosa de Orión. La estrella emite un poderoso viento estelar que es cien mil veces más fuerte que el del Sol, y el gas efusivo se mueve a 1000 km/s. 